# Re-Animated (EP)
Re-Animated è il secondo EP pubblicato dallo shock rocker americano Wednesday 13. Il disco è composto da 5 tracce tratte da Skeletons remixate da Koichi Fukuda degli Static-X e da Ross Smith.
Parte degli incassi sulla vendita dell'ep è stata devoluta all'American Red Cross che supporta la Japanese Red Cross negli aiuti alle vittime del terremoto avvenuto in Giappone nel 2011. Dramma che Wednesday 13 ha vissuto in prima persona durante il tour giapponese con i Murderdolls.

## Tracce
1. Gimmie Gimmie Bloodshed (Punishment & Cookies Mix)  remixed by Koichi Fukuda
2. No Rabbit In The Hat (Shotgun Solution Mix) remixed by Ross Smith
3. Put Your Death Mask On (Meat-Hooker Mix) remixed by Koichi Fukuda
4. Scream Baby Scream (Ghost Boo-Ty Mix)  remixed by Ross Smith
5. All American Massacre (Skull Soup Mix) remixed by Ross Smith